# Istarski razvod
Istarski razvod je pravni dokument iz 14. stoljeća o razgraničenju teritorija između susjednih komuna u Istri (točnije između posjeda akvilejskog patrijarha, goričko-pazinskog grofa i predstavnika Mletačke Republike). Osim granica koje su se na ovaj način utvrđivale isključivo na spornim dijelovima Istre, Istarskim se razvodom utvrđivalo plaćanje naknada za korištenje šuma, vinograda, pašnjaka, reguliralo se čišćenje lokvi. Vjerojatno je riječ o rezultatu dugotrajnog "terenskog rada", dokumentima koji su se dalje nadopunjavali, ispravljali, dok su izgleda razne inačice objedinjene 1325. godine u "Istarski razvod". U nekim se izvorima spominje i pohod spornih područja u trajanju od 21 dana kada su sudionici prešli oko 150 kilometara.
Na razgraničenju među "područjima koji pripadaju susjednim mjestima" radila je komisija. U komisiji (kako piše i u samom dokumentu) uvijek su radila tri pisara: jedan koji je vodio zapisnik na latinskom, drugi na njemačkom, a treći na hrvatskom jeziku (»jednoga latinskoga a drugoga nimškoga, a tretoga hrvackoga, da imamo vsaki na svoj orijinal pisat«). Podaci kojima se komisija služila jesu ili stare isprave pojedinih općina ili oznake nađene na stablima, stijenama koje su služile upravo u te svrhe. Osim toga, često se prakticiralo ispitivanje svjedoka pod prisegom.
Danas nam nisu na raspolaganju izvornici iz 14. stoljeća, ali su sačuvana dva prijepisa izvornika, oba na hrvatskom jeziku (jedan je nađen u Momjanu, drugi u Kršanu). Zna se da je izvornik na hrvatskom jeziku glagoljicom pisao pop Mikula iz Gologorice. Prijepis iz Kršana pisan je 1502. godine, čuva se u Nacionalnoj i sveučilišnoj knjižnici u Zagrebu, a napisao ga je Levac Križanić. Momjanski je prijepis po jednoj teoriji pisao isto Levac, ali kao mlađi i neiskusniji notar. 
U samo nekoliko navedenih primjera u knjizi Terra incognita Branka Fučića navedena su vrlo praktična rješenja eventualnih spornih točaka (jedan primjer kojeg knjiga navodi je primjer razgraničenja Buzeta, Sovinjaka i Huma).
Buzećanima je nedostajalo drva, dok Sovinjci i Vrhovci nisu imali dovoljno pašnjaka. Nakon što je određena granica između njihovog teritorija u dokumentu je zapisano i sljedeće: Sovinjci i Vrhovci mogu, ali samo za dana, napasati stoku na Buzetskom tlu, a za uzvrat Buzećani mogu, u točno definiranu svrhu, sjeći drva na određenim dijelovima teritorija koji pripada Vrhu i Sovinjaku.
Iz Istarskoga razvoda mogu se nazrijeti obrisi društvenoga ustrojstva i gospodarske prilike te život seoske zajednice u srednjovjekovnoj Istri. Nekoć mu se osporavala, uglavnom iz političkih razloga, autentičnost i historiografska vrijednost. I datiranje te javne isprave bilo je prijeporno: u uvodnoj formuli Kršanskoga prijepisa iz 16. stoljeća spominje se 1325. godina (stariji istraživači datirali su 1275.), ali "dokumenat je nastao kao 'svod', skup dokumenata od 1275. do 1395., na temelju starijih isprava" (Josip Bratulić). Istarski razvod prvi je objavio Ante Starčević u Arkivu za povjestnicu jugoslavensku (1852.), a novije kritičko čitanje Josip Bratulić (1978., 1992.).
Razvod je znamenit i po tome što se hrvatski jezik naziva "hrvackim":
Istarski razvod danas možemo promatrati ne samo kao pravno-povijesni spomenik nego i kao književni tekst. Bogato je vrelo hrvatske onomastičke građe. Jezikom se ne izdvaja iz niza hrvatskih srednjovjekovnih pravnih tekstova, dakle neliturgijskih tekstova pisanih čakavskim književnim jezikom s niskim stupnjem crkvenoslavenske jezične infiltracije. No, i mlađi prijepisi čuvaju neke starije hrvatske jezične značajke (npr. oblike dvojine, oblike iz "starih" imeničkih paradigmi) i crkvenoslavenske natruhe (npr. Gjd. svetago, upotreba dativa apsolutnoga).